# Abonnement
Le mot abonnement se réfère de manière générale à une souscription convenue entre un prestataire et un bénéficiaire pour un même service proposé en plusieurs fois ou sur une période donnée. Il peut renvoyer à plusieurs notions :
1. Commande d'un lecteur à un éditeur de presse portant sur plusieurs parutions pour un titre donné ;
2. Commande d'un spectateur à une entreprise de spectacles portant sur plusieurs représentations pour une saison donnée ;
3. Commande d'un voyageur à une entreprise de transport portant sur l'acquisition d'un titre de transport valable pour une période donnée ou pour un nombre de courses définies.

Plus spécifiquement, le mot peut renvoyer à une pratique fiscale de l’Ancien Régime qui, par une convention avec le pouvoir, permettait le rachat à un prix fixé d'avance d’une redevance seigneuriale ou d’un impôt royal. L’abonnement était un procédé très prisé par beaucoup de provinces et de villes, car il leur était toujours fort avantageux, étant toujours bien en dessous de ce qu’aurait produit une perception exacte. Il arrangeait généralement le fisc qui se satisfaisait de la réception d’une somme liquide et certaine.

## Avantages de la formule
- pour le lecteur ou le spectateur :
  - un prix attractif ;
  - l'envoi régulier des numéros (presse) ou d'un journal et des propositions de séances ou visites privilégiées (opéra, théâtre, cinéma, music-hall).
- pour l'éditeur ou l'entreprise de spectacles :
  - une vente directe (moins coûteuse) ;
  - un apport de trésorerie.

## Formules d'abonnements presse
Il existe deux grands types de formules d'abonnements : 
- L'abonnement à durée déterminée :
  - Dans cette formule l'acheteur règle une fois son abonnement pour une durée fixée d'avance (6 mois, 12 mois, etc.)
- L'abonnement à durée libre :
  - Dans cette formule l'acheteur est débité régulièrement d'un montant déterminé, qui lui donne droit de recevoir les magazines sur la période. Avec cette forme d'abonnement, les débits sont moins importants, mais le prix de revient final au numéro est plus élevé que dans la première formule.

## Importance de l'abonnement
Sur l'exercice 2003, les ventes par abonnement des éditeurs de presse ont représenté 2,26 milliards d'euros contre 3,72 milliards pour la vente au numéro.
Les éditeurs ont recours à des collecteurs d'abonnements pour développer leur offre d'abonnements. Le Collecteur d'abonnement presse est une société qui a le statut de commissionnaire agissant pour le compte d'éditeurs. Les collecteurs bénéficient de prix préférentiels qui leur permettent de développer des volumes significatifs d'abonnements. Exemples de collecteurs d'abonnements recensés par le Conseil Supérieur des Messageries de presse : France Abonnements, Toutabo, Info-Presse, A2Presse, Plusdemags et Viapresse.
Outre les collecteurs d’abonnements pour la presse, il existe également des sociétés spécialisées dans la gestion centralisée des abonnements comme papernest, Balio ou encore Stripe. Ces entreprises, parfois désignées sous le terme de gestionnaires d’abonnements, proposent des services permettant aux utilisateurs de regrouper, suivre et administrer divers contrats et abonnements (énergie, télécommunications, assurances, services de streaming, presse, etc.). Elles offrent des fonctionnalités facilitant la souscription, le transfert ou la résiliation de ces services, avec pour objectif de simplifier les démarches administratives et d’optimiser les dépenses des utilisateurs.

## Droit de rétractation
Comme pour tout type d’abonnement, le bénéficiaire jouit d’un droit de rétractation dans le cadre d’une souscription à un abonnement sous engagement. Autrement appelé délai de réflexion, l’abonné bénéficie ainsi d’un délai pour annuler sa souscription sans frais. Ce délai n’est pas défini par la loi, il oscille généralement entre 7 et 14 jours.
La durée de traitement des demandes de rétractation d'abonnement peut varier en fonction des moyens mis à disposition par le service client. S'il s'agit d'un abonnement numérique, le traitement peut être immédiat. S'il s'agit d'un abonnement à un magazine papier, il faut compter généralement 7 à 14 jours d'attente avant la prise en compte de la demande.
Pour jouir de son droit de rétractation, l’abonné doit simplement avertir le service clients/abonnement de l’éditeur par les moyens autorisés et prévus dans les termes du contrat.